# Sellersburg
Sellersburg – miasto w Stanach Zjednoczonych, w stanie Indiana, w hrabstwie Clark.